# Simonija
Simonija je izraz kojim se označava kupovanje dužnosti u nekoj službi za novac.

## Etimologija
Naziv »simonija« dolazi od imena novozavjetnog lika Šimuna, koji je bio vrač i od apostola tražio da mu daju svoje moći, za koje je bio spreman i platiti (usp. Dj 8,18-19).

## Povijest
Pojava simonije osobito je bila proširena u srednjem vijeku, kada su se svjetovni vladari i vlastelini prema crkvenim službama odnosili kao prema upravnim položajima pod njihovom vlašću; jedan od primjera takve zlouporabe je i Aleksandar VI. Takve su postupke u Katoličkoj Crkvi osudili mnogi pape, među kojima su se istakli Grgur Veliki u 6. st. i Inocent XI. u 16. st.
Pojavu simonije u Crkvi kritizirali su protestantski reformatori (pr. Martin Luther u svojih 95 teza iz 1517.). Danas je sve što bi se moglo povezati sa simonijom, kao što je prodavanje crkvenih službi, blagoslova i sl. najstrože zabranjeno Zakonikom kanonskog prava.